# Tobias Schweinsteiger
Tobias Schweinsteiger (pronunciación en alemán: /ˈtobi̯as ˈʃvaɪ̯nʃtaɪ̯ɡɐ/; Kolbermoor bei Rosenheim, Alemania Federal, 12 de marzo de 1982) es un exjugador y actual entrenador de fútbol alemán. En su etapa como jugador profesional se desempeñaba como centrocampista o delantero.
Es hermano mayor de Bastian Schweinsteiger, exjugador campeón del mundo con Alemania en el 2014.

## Vida personal
Es el hermano mayor del ex internacional alemán Bastian Schweinsteiger. «Schweinsteiger II» ganó un reconocimiento trágico cuando se vio involucrado en un accidente automovilístico que dejó sin vida a una niña de 13 años. La investigación policial reveló que Schweinsteiger no tenía la culpa  del fatal accidente.

## Clubes

### Como jugador
| Club                          | País     | Año       | Partidos | Goles |
| ----------------------------- | -------- | --------- | -------- | ----- |
| Falke Markt Schwaben          | Alemania | 2002-2003 | 20       | 4     |
| SSV Jahn Ratisbona II         | Alemania | 2003-2004 | 15       | 1     |
| FC Ismaning                   | Alemania | 2004      | 20       | 8     |
| VfB Lübeck                    | Alemania | 2004-2006 | 46       | 18    |
| Eintracht Brunswick           | Alemania | 2006-2007 | 20       | 3     |
| VfB Lübeck                    | Alemania | 2007-2008 | 12       | 2     |
| SpVgg Unterhaching            | Alemania | 2008-2010 | 82       | 22    |
| SSV Jahn Ratisbona            | Alemania | 2010-2012 | 62       | 23    |
| Bayern de Múnich II           | Alemania | 2012-2015 | 70       | 27    |
| → SpVgg Unterhaching (cedido) | Alemania | 2013      | 17       | 3     |

### Como entrenador
| Club                                      | País     | Año       |
| ----------------------------------------- | -------- | --------- |
| Bayern de Múnich sub-17 (asistente)       | Alemania | 2015-2017 |
| Bayern de Múnich II (asistente)           | Alemania | 2017-2018 |
| Bayern de Múnich (empleado de la cantera) | Alemania | 2018      |
| FC Juniors OÖ (responsable del equipo)    | Austria  | 2019      |
| Hamburgo SV (asistente)                   | Alemania | 2019-2020 |
| 1. FC Núremberg (asistente)               | Alemania | 2020-2022 |
| VfL Osnabrück                             | Alemania | 2022-2023 |

## Palmarés

### Como jugador

#### Campeonatos nacionales
| Título              | Club                | País     | Año  |
| ------------------- | ------------------- | -------- | ---- |
| Regionalliga Bayern | Bayern de Múnich II | Alemania | 2014 |

#### Distinciones individuales
| Distinción                                        | Año  |
| ------------------------------------------------- | ---- |
| Mejor jugador de la 3. Liga del mes de octubre    | 2009 |
| Mejor jugador de la 3. Liga del mes de agosto     | 2011 |
| Mejor jugador de la 3. Liga del mes de septiembre | 2011 |

### Como entrenador

#### Campeonatos regionales
| Título               | Club          | País     | Año  |
| -------------------- | ------------- | -------- | ---- |
| Copa de Baja Sajonia | VfL Osnabrück | Alemania | 2023 |

### Como entrenador asistente

#### Campeonatos nacionales
| Título            | Club                    | País     | Año  |
| ----------------- | ----------------------- | -------- | ---- |
| Bundesliga sub-17 | Bayern de Múnich sub-17 | Alemania | 2017 |